# Genista florida
Genista florida är en ärtväxtart som beskrevs av Carl von Linné. Genista florida ingår i släktet ginster, och familjen ärtväxter.

## Underarter
Arten delas in i följande underarter:
- G. f. leptoclada
- G. f. polygaliphylla